# Shueisha
Shueisha Inc. (株式会社集英社, Kabushiki Kaisha Shūeisha) is een Japanse uitgeverij.
Shueisha werd in 1925 opgericht als een onderdeel van uitgeverij Shogakukan. Een jaar later werd Shueisha een onafhankelijk bedrijf. Shueisha publiceert onder andere de manga tijdschriften Weekly Shonen Jump, Ribon, en Ultra Jump.